# Скереда пурпурова
Скереда пурпурова, лагозерис пурпуровий як Lagoseris purpurea (Crepis purpurea) — вид рослин з родини айстрових (Asteraceae), ендемік Криму.

## Опис
Багаторічна рослина 10–50 см заввишки. Листки 2.5–8(10) см завдовжки (разом з черешком) і 0.7–2(2.5) см шириною, разом з основами стебла сірувато-павутинисті. Кошики без залозистого запушення, 1.5–2 см в діаметрі. Квітки пурпурні або рожеві; віночок 10–13(14) мм довжиною. Сім'янки 4.5–5 мм довжиною і 0.5–0.6 мм завширшки. Чубчик ≈ 4 мм завдовжки.
Цвіте у червні — липні. Плодоносить у серпні — вересні.

## Поширення
Ендемік Криму.
В Україні вид зростає на крейдяних і вапнякових схилах — у передгір'ях Криму, досить рідко.

## Загрози й охорона
Загрозами є стенотопність і слабка конкурентна здатність виду.
Занесений до Червоної книги Україні в статусі «Вразливий». Охороняється в Ялтинському гірсько-лісовому ПЗ, заказнику загальнодержавного значення «Куболач» і на території пам’ятки природи загальнодержавного значення «Ак-Кая».